# Exilisia pseudoplacida
Exilisia pseudoplacida là một loài bướm đêm thuộc phân họ Arctiinae, họ Erebidae.